# The Economist

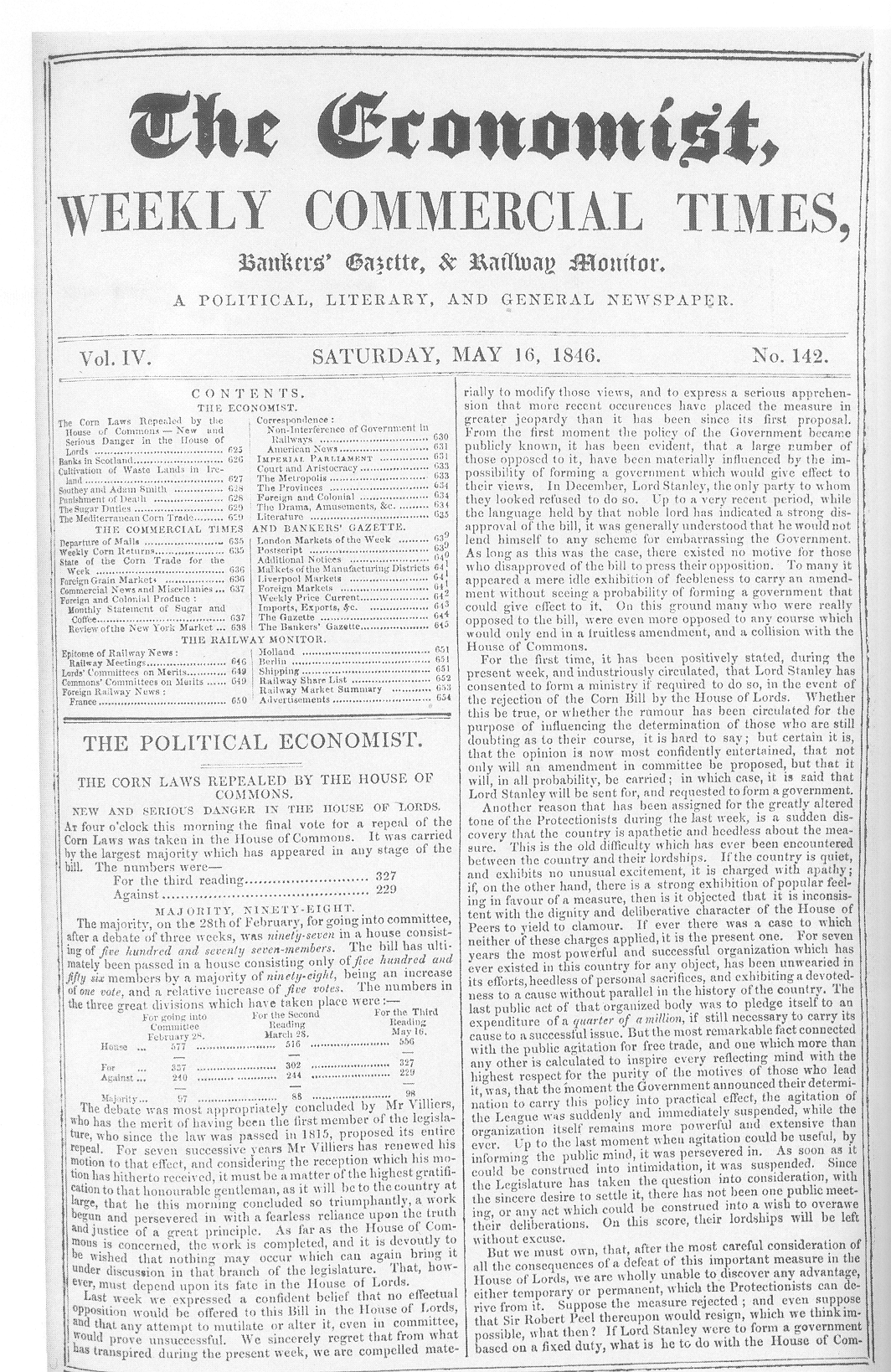
Tidningens framsida, 16 maj 1846.

The Economist, grundad 1843 av James Wilson, är en brittisk tidskrift som utges en gång i veckan. Tidningens tonvikt är internationell politik och ekonomi, men brittiska nyheter, vetenskap och kultur ges också betydande utrymme. 
The Economist räknas som en av de mest respekterade nyhetstidskrifterna i världen. Trots att den är baserad i London är tidningens största marknad USA. Tidningens samtliga artiklar är osignerade.
Tidningen grundades som en del i debatten om frihandel i Storbritannien – på den frihandelsvänliga sidan – och har alltid haft en liberal prägel. Den redaktionella inriktningen är marknadsliberal, och man förespråkar ekonomisk globalisering, frihandel och fri invandring, men man ger även uttryck för socialliberala värderingar i sitt stöd för samkönade äktenskap och (begränsad) statlig intervention för att bekämpa fattigdom. Den liberala hållningen har även tagit sig mer kontroversiella uttryck – exempelvis förespråkar tidningen legalisering av narkotika (i synnerhet cannabis) och prostitution.
Samtliga artiklar i tidningen är osignerade, och det är en stående tradition att den enda artikel som undertecknas med eget namn av chefredaktören är den sista han skriver innan han avgår från sin post. Nuvarande chefredaktör är Zanny Minton Beddoes.
Tidningen stödde George W. Bush i presidentvalet 2000 och hans krig mot Irak, men stödde John Kerry 2004 och Barack Obama 2008 och 2012.